# Tête colossale 8 de San Lorenzo
La tête colossale 8 (ou monument 61) est une tête colossale olmèque, découverte sur le site de San Lorenzo au Mexique en 1970.

## Caractéristiques
La tête colossale 8 est une sculpture de basalte, mesurant 2,20 m de hauteur pour 1,63 m de largeur et 1,55 m de profondeur ; elle pèse 13 t. Elle est bien conservée et présente une belle finition.
La sculpture représente le visage d'un homme d'âge mur, en ronde-bosse. La figure fronce les sourcils, ce qui est typique des têtes colossales, ses lèvres sont légèrement entre-ouvertes et laissent apparaître les dents. À la différence de la plupart des autres têtes colossales, l'arrière de la sculpture n'est pas plat mais légèrement bombé. La majeure partie de la tête est sculptée de façon réaliste à l'exception des oreilles, stylisées et représentées en forme de point d'interrogation.
Comme les autres têtes colossales, la figure est surmontée d'une coiffe. Celle-ci est décorée des griffes ou serres d'un jaguar ou d'un aigle. Elle comporte un bandeau et un couvre-chef qui descend jusque derrière les oreilles. Deux petites sangles descendent au niveau des oreilles. Celles-ci comportent de grands ornements en forme d'épingle.

## Historique
Aucune des dates de  fabrication de tête colossale n'a pu être définie avec précision. Toutefois, comme l'enterrement des têtes du site de San Lorenzo a pu être daté d'au moins 900 av. J.-C., cela démontre que leur fabrication et leur utilisation sont antérieures. On estime qu'elles dateraient de l'époque préclassique de la Mésoamérique, probablement du début de cette époque (1500 à 1000 av. J.-C.).
Les dix têtes colossales de San Lorenzo forment à l'origine deux lignes grossièrement parallèles du nord au sud du site,. Bien que certaines aient été retrouvées dans des ravines, elles étaient proches de leur emplacement d'origine et ont été ensevelies par l'érosion locale. Les têtes, ainsi qu'un certain nombre de trônes monumentaux en pierre, formaient probablement une route processionnelle à travers le site, mettant en évidence son histoire dynastique.
La tête colossale 8 est découverte en 1970 par les archéologues Marie-Areti Hers et Juergen Brueggeman ; après cette découverte, elle est initialement réenterrée. Les têtes étant numérotées de façon séquentielle en fonction de leur découverte, la tête colossale 8 est la huitième à avoir été trouvée sur le site de San Lorenzo. La sculpture n'est plus sur le site : elle est exposée depuis 1986 dans la salle 1 du musée d'anthropologie (es) de Xalapa, capitale de l'État de Veracruz,.
En 1996, la tête 8, ainsi que la tête 4, sont prêtées à la National Gallery of Art de Washington pour l'exposition Olmec Art of Ancient Mexico.
Plusieurs répliques de la sculpture ont été réalisées :
- Barcelone, Espagne : réplique au musée Barbier-Mueller d'art précolombien (en).
- Chicago, Illinois : une réplique, réalisée par Ignacio Perez Solano, est placée dans le muséum Field en 2000[14].
- McAllen, Texas : réplique 8 dans le musée international d'art et de science. La date d'installation n'est pas connue, mais elle est inaugurée par Fidel Herrera Beltrán, alors gouverneur du Veracruz, pendant son mandant entre 2004 et 2010[15].
- West Valley City, Utah : réplique placée à l'Utah Cultural Celebration Center en mai 2004[16],[17].